# Подгороддя (Архангельська область)
Подгороддя (рос. Подгородье) — селище в Вельському районі Архангельської області Російської Федерації.
Населення становить 71 особу. Входить до складу муніципального утворення Низовське муніципальне утворення.

## Історія
Від 1937 року належить до Архангельської області.
Від 2004 року належить до муніципального утворення Низовське муніципальне утворення.

## Населення
| 2002 | 2010 | 2012 | 2014 |
| ---- | ---- | ---- | ---- |
| 96   | ↘50  | ↗73  | ↘71  |